# (26890) 1995 BC4
1995 بي سي 4 (ويعرف أيضًا باسم (26890) 1995 بي سي 4 وفق تسمية الكوكب الصغير) (بالإنجليزية: 1995 BC4)‏ هو كويكب ضمن حزام الكويكبات؛ وترتيبه 26890 من حيث الاكتشاف.
اكتُشف هذا الجُرم الفلكي بواسطة تاكيشي أوراتا ‏ في 27 يناير 1995.

## وصلات خارجية
- (26890) 1995 BC4 في قاعدة بيانات مختبر الدفع النفاث لأجرام النظام الشمسي الصغيرة

- الاكتشاف · مخطط المدار ·  العناصر المدارية · المعلمات المادية

- (26890) 1995 BC4 على موقع ويكي سكاي: DSS2, SDSS, GALEX, IRAS, Hydrogen α, X-Ray, Astrophoto, Sky Map, Articles and images